# Bondareuca, Telenești
Bondareuca este un sat din cadrul comunei Zgărdești din raionul Telenești, Republica Moldova.